# Ковров
Ковров (рус. Ковро́в) град је у Русији у Владимирској области, на реци Кљазми. Према попису становништва из 2010. у граду је живело 145.492 становника. За овај град се зна од 12. века. Градски статус добија 1778. У граду има нешто индустрије, укључујући и фабрику Дегтјаров, која производи и оружје и моторе (комбинација уобичајена у Совјетском Савезу).

## Становништво
Према прелиминарним подацима са пописа, у граду је 2010. живело 145.492 становника, 10.007 (6,44%) мање него 2002.
| 1939.  | 1959.  | 1970.   | 1979.   | 1989.   | 2002.   | 2010.   |
| ------ | ------ | ------- | ------- | ------- | ------- | ------- |
| 67.105 | 98.563 | 123.307 | 142.860 | 159.942 | 155.499 | 145.214 |

## Партнерски градови
- Брест
- Либерец
- Чачак